# Ontruimingstijd
De ontruimingstijd (Engels: clearance time) is in de verkeersregeltechniek de benodigde tijd tussen het moment dat een signaalgroep rood is geworden en het moment dat een conflicterende signaalgroep groen mag worden. Dit is nodig om het kruisingsvlak te 'ontruimen', waardoor er geen conflicten kunnen ontstaan tussen ontruimende voertuigen en oprijdende voertuigen. De duur van de ontruimingstijd is afhankelijk van de afstanden van stopstreep tot kruisingsvlak en de gereden snelheden van de voertuigen en bedraagt minimaal 0 seconden.
Meestal wordt de ontruimingstijd volgens de 'Richtlijn ontruimingstijden verkeersregelinstallaties' berekend. Eenvoudigweg door de rijtijd van de oprijdende richting af te trekken van de afrijtijd van de afrijdende richting. Voor kruispunten binnen de bebouwde kom gaat men uit van een snelheid van 12 m/s (43 km/uur). 
Bij het toelaten van bromfietsen op de rijbaan in 2000, uitgaande van de toegestane maximumsnelheid van 30 km/h voor brommers, moesten de ontruimingstijden op verschillende kruispunten veiligheidshalve worden vergroot.